# Menon
 Der er for få eller ingen kildehenvisninger i denne artikel, hvilket er et problem. Du kan hjælpe ved at angive troværdige kilder til de påstande, som fremføres i artiklen.

Menon er en sokratisk dialog skrevet af Platon. Ved at benytte sig af den sokratiske metode, søger den at definere begreberne dyd og arete i deres generelle former, og ikke de forskellige former (f.eks. retfærdighed og mådehold). Sokrates løser diskussionens aporia, skabt af Menons paradoks ved at introducere teorien om at genhuske viden, kaldet anamnese, og slutter af med platonisk idealisme.

## Personer
I Menon er der to hovedpersoner: Sokrates og Menon. De diskuterer om menneskelig dyd kan genlæres, og hvorvidt den har en eller flere former. Som oftest i sokratiske dialoger, diskuteres flere temaer. Et særkende for Menon er at Sokrates benytter Menons slave til at demonstrere sin anamneseteori. Et andet kendetegn er den hurtige, vrede indtræden som Anythos gør.
Menon er en 19-årig, ung og smuk sofist, der har fået undervisning af Gorgias.
| filosofi | Spire Denne filosofiartikel er en spire som bør udbygges. Du er velkommen til at hjælpe Wikipedia ved at udvide den. |